# Армалавсы
Армалавсы (лат. Armalausi), также известные как армилавсины (лат. Armilausini), армалавзины (лат. Armalauzini), армолаи (лат. Armolai) и амилаисмы (лат. Amilaismi) — древнегерманское племя времён поздней античности, жившее на территории между алеманнами и маркоманами.

## Происхождение
Название племени было дано в честь рубахи под названием «армилавса» (лат. armilausa), расстёгивавшейся спереди и сзади, но сшитой воедино в районе плеч. По разным источникам, армалавсов причисляли то к кельтам, то к германцам.
Упоминания армалавов присутствуют в четырёх текстах географического и административного характера. Так, в Пейтингеровой таблице на карте мира (III или IV век нашей эры) их земли расположены между территориями алеманнов и маркоманов, а сам народ назван армалавсами (Armalausi). В «Космографии» Юлия Гонория (не позже VI века) они названы армилавсинами (Armilausini) и относятся к народам Западного Океана, а их территория находится между землями бургундов и маркоманов; в «Веронском списке» (начало IV века) их территория находится между землями ютунгов и тех же маркоманов. В «Космографии» Этика Истрийского (VII или VIII век) они носят искажённое название армолаев (Armolaos). В более поздних источниках встречаются искажённые названия «армилавзины» (Armilauzini) и «амилаисмы» (Amilaismi).
Филипп Бриет на карте 1690 года указывал в качестве места обитания армалавсов современный Верхний Пфальц. Согласно словарю Lexicon Universale Иоганна Якоба Хофманна, армалавсы обитали на территории Пфальца и вытеснили оттуда варистов.